# Shahrestān di Kashmar
Lo shahrestān di Kashmar (farsi شهرستان کاشمر) è uno dei 28 shahrestān del Razavi Khorasan, il capoluogo è Kashmar. Lo shahrestān è suddiviso in 2 circoscrizioni (bakhsh):
- Centrale (بخش مرکزی)
- Kohsorkh (بخش کوهسرخ), con la città di Rivash.